# Yi Xing
Yi Xing (chinês: 一行, pinyin: Yī Xíng, Wade–Giles: I-Hsing, 683-727), nascido Zhang Sui (chinês tradicional: 張遂), era um astrônomo chinês, matemático, inventor, engenheiro mecânico, filósofo e monge budista da dinastia Tang (618-907). Seu globo celeste astronômico apresentava um mecanismo de escapamento, o primeiro de uma longa tradição de relógios astronômicos chineses.